# Capellagården

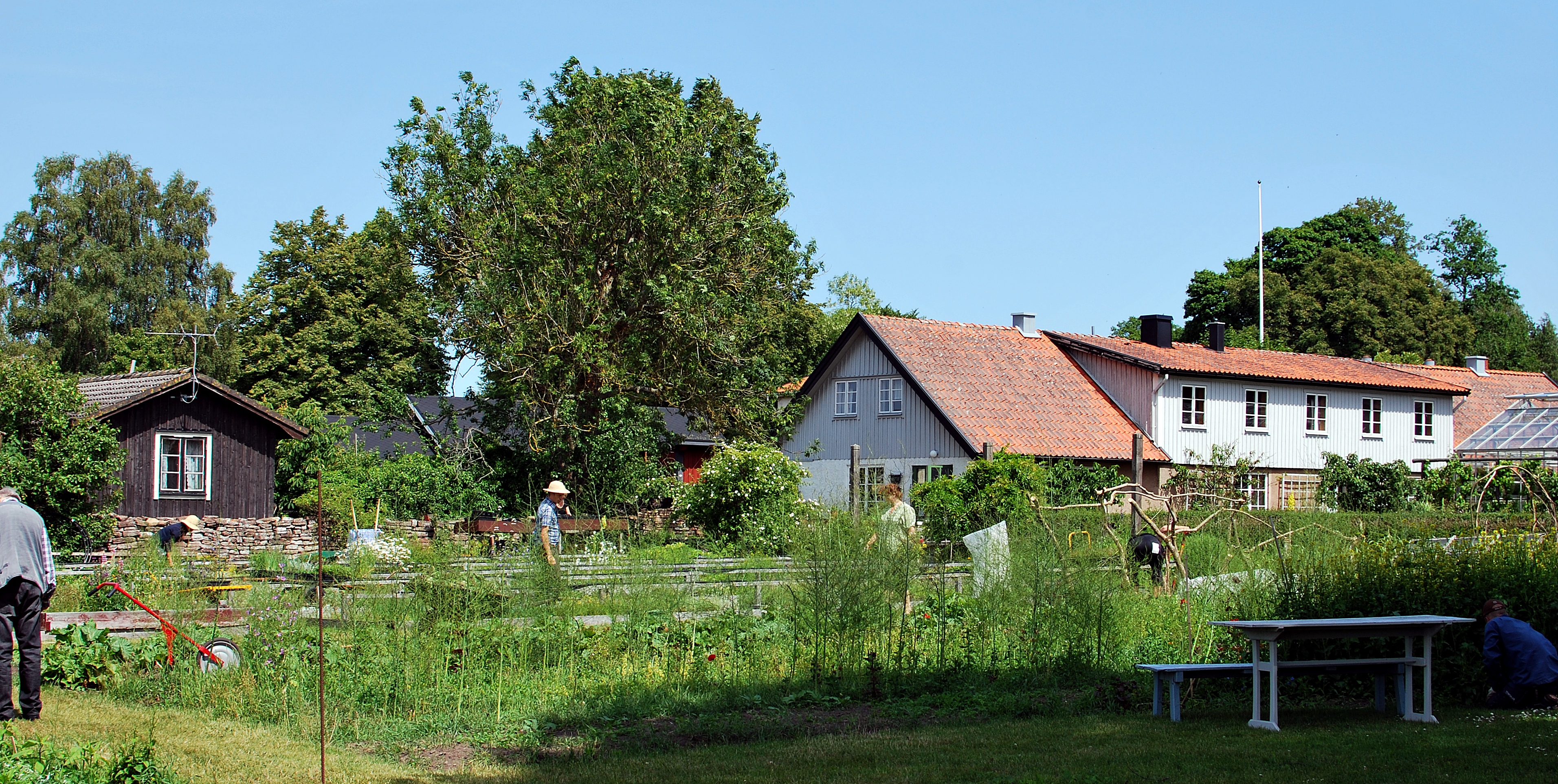
Capellagården.

Capellagården i Vickleby på Öland, är en hantverksskola för gestaltande arbete, som grundades 1960 av Carl Malmsten. 
Skolan erbjuder utbildning inom möbel- och inredningssnickeri, textil, keramik, trädgård samt byggnadsvård. Capellagården bedriver även en ekologisk trädgårdsutbildning och har plantskoleverksamhet med örtagård, rosengård, fruktträdgård samt grönsaksodling. 
Sommartid anordnas utställningar, där elevernas arbete ställs ut och saluförs. Capellagården bedriver också olika sommarkurser inom hantverk och kultur.